# Сунцовы (Ленинское сельское поселение)
Сунцовы — деревня в Слободском районе Кировской области в составе Ленинского сельского поселения.

## География
Находится на расстоянии примерно 8 км на юго-запад по прямой от поселка Вахруши.

## История
Известна с 1678 года как пустошь Тагинская с 1 двором. В 1746 в ней 16 жителей. В 1873 году в деревне (Тагинская или Суниевы) 6 дворов и 48 жителей, в 1905 (уже Тагинская или Сунцовы) 14 и 89, в 1926 20 и 114, в 1950 20 и 76. В 1989 году было учтено 2 постоянных жителя. Настоящее название закрепилось с 1978 года. Ныне имеет дачный характер.

## Население
Постоянное население не было учтено как в 2002 году, так и в 2010.